# Zonsverduistering van 21 oktober 1930

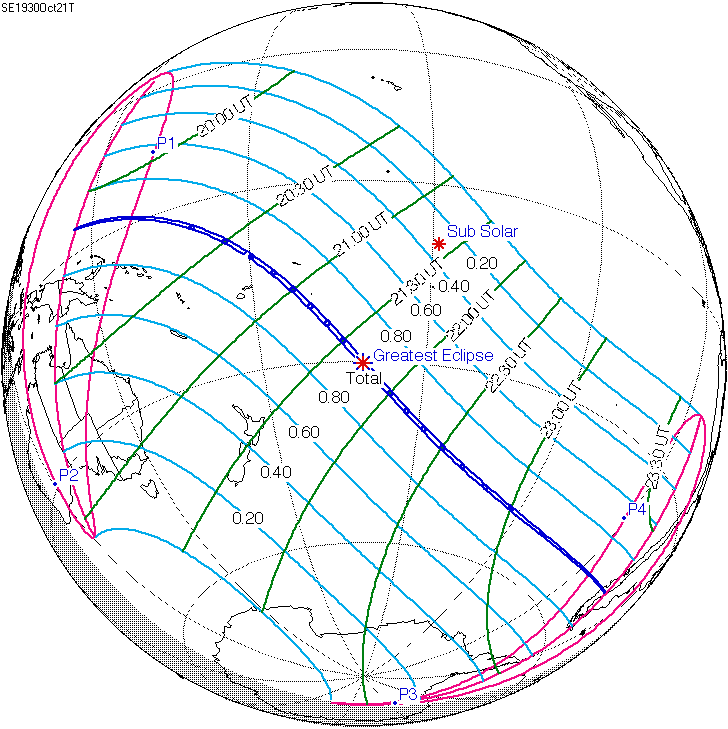
De zonsverduistering was te zien tussen de blauwe lijnen.

De totale zonsverduistering van 21 oktober 1930 trok veel over zee, maar was achtereenvolgens te zien in deze drie (ei)landen: Niuafoʻou, Chili en Argentinië.

## Lengte

### Maximum
Het punt met maximale totaliteit lag op zee ver van enig land op coördinatenpunt 30.5503° Zuid / 161.1236° West en duurde 1m55,2s.

### Limieten
| Fenomeen                    | Code | Tijdstip UTC  |
| --------------------------- | ---- | ------------- |
| Eerste contact bijschaduw   | P1   | 19:03:57.3 UT |
| Eerste contact kernschaduw  | U1   | 20:04:38.4 UT |
| Kernschaduw compleet vanaf  | U2   | 20:05:06.6 UT |
| Bijschaduw compleet vanaf   | P2   | 21:16:52.1 UT |
| Maximum eclips              | GE   | 21:43:28.1 UT |
| Bijschaduw compleet t/m     | P3   | 22:09:35.0 UT |
| Kernschaduw compleet t/m    | U3   | 23:21:39.9 UT |
| Laatste contact kernschaduw | U4   | 23:22:03.2 UT |
| Laatste contact bijschaduw  | P4   | 00:22:56.0 UT |